# Liste der Monuments historiques in Onville
Die Liste der Monuments historiques in Onville führt die Monuments historiques in der französischen Gemeinde Onville auf.

## Liste der Immobilien
| Bezeichnung    | Beschreibung           | Standort               | Kennzeichnung | Schutzstatus | Datum | Bild           |
| -------------- | ---------------------- | ---------------------- | ------------- | ------------ | ----- | -------------- |
| Kirche St-Rémy | ab dem 12. Jahrhundert | Rue de l’Église (Lage) | PA00106327    | Inscrit      | 1978  | weitere Bilder |

## Liste der Objekte
| Bezeichnung                            | Beschreibung                                                                                          | Standort                     | Kennzeichnung | Schutzstatus | Datum | Bild |
| -------------------------------------- | --- | ---------------------------- | ------------- | ------------ | ----- | ---- |
| Monumentaler Altarleuchter             | Bronze, vergoldet, Anfang des 19. Jahrhunderts; aus der Kathedrale von Verdun, dort wieder aufbewahrt | in der Kirche St-Rémy (Lage) | PM54001772    | Classé       | 1979  |      |
| Skulptur Madonna mit Kind              | Stein, Ende des 15. Jahrhunderts                                                                      | in der Kirche St-Rémy (Lage) | PM54000701    | Classé       | 1961  |      |
| Altarkreuz und sechs Altarleuchter     | Kupfer, vergoldet, Mitte des 18. Jahrhunderts                                                         | in der Kirche St-Rémy (Lage) | PM54000702    | Classé       | 1961  |      |
| Kirchenstuhl mit Relief Der gute Hirte | Holz, 18. Jahrhundert                                                                                 | in der Kirche St-Rémy (Lage) | PM54001773    | Inscrit      | 1995  |      |